# Cascofilaria
Cascofilaria ist eine Gattung der Filarien mit drei Arten. Die Gattung ist eine Sammelgattung für ausgestorbene Filarien, also Fadenwürmer, die Stechmücken als Überträger (Vektor) benutzen.
Zur Gattung gehören:
- Cascofilaria baltica
- Cascofilaria dominicana
- Cascofilaria parva